# 琉球国
琉球国（りゅうきゅうのくに）は、かつての琉球王国の版図（沖縄県）に相当する地域に用いられた地名。
なお、本項目においては簡便のため、太平洋戦争以降の期間は考慮しない。

## 概要
下記のいずれも、令制国の扱い（後述）に影響を与えるものではない。

### 琉球王国の正式名称として
政体や国号としての「琉球國」、「琉球国」（りゅうきゅうこく、琉球語:ルーチューククまたはドゥーチュークク）は、琉球王国の正式名称である。
なお「琉球王国」自体は、近現代の呼称であり、琉球王国時代の琉球内外の文献では「琉球國（国）」との表記が数多く見られる。

### 琉球王国消滅後の過渡的な国名として
「琉球国」は、琉球藩の廃止および沖縄県の設置後においても、法令上あるいは行政上、地域を指す「国名」としても用いられた。
律令制から江戸時代幕末まで（正確には日本本土の廃藩置県まで）公の制度としても令制国は効力を持っていたが、本土廃藩置県以降は次第に本土に関連する公の法令、公文書において用いられなくなっていった。一方、明治期の都道府県制、郡制、市町村制などの改変期には旧慣として公の法令、公文書に国名が用いられる事も多々有った。
これと同様に、このような過渡的な地名（国名）としての「琉球国」もやがて用いられなくなり、代わって県名である「沖縄県」が地名として用いられるようになった。
ただし、国土地理院が発行する地勢図においては、現在刊行されている図葉においても、1895年に沖縄県に編入された尖閣諸島を含め、「国名」として「琉球国」と示されている。

### 琉球処分後の便宜的な国名として
琉球王国成立以前に創建されたと見られる護国寺・波上宮は（神仏分離以降）「琉球国新一宮」であるが、琉球の政体とは関係なく、沖縄県設置以降も便宜的に「琉球国…」と呼ばれている。神社を統括する宗教法人神社本庁の解釈と、政体の変更や敗戦による領土の縮小（台湾の神社参照）、または律令や法令上の令制国の扱い（後述）とは、直接の関係はない。

### その他
因幡国の大名であった亀井茲矩は天正10年（1582年）から文禄2年（1592年）以前にかけ、琉球国の国司を意味する「琉球守」の名乗を用い、これは豊臣秀吉にも公認されている。豊臣政権が当時の琉球を日本の一部とみなしていたか「外国」とみなしていたかについては研究者間でも議論がある。

## 経緯
- 1869年（明治2年）日本で版籍奉還。安良城盛昭は、琉球王国に影響を与えなかった可能性が高いとしている。[7]
- 1871年（明治4年）日本の全国的な廃藩置県が行われ、薩摩藩は鹿児島県に改組。この時点では、当時の琉球王国の実効支配領域（沖縄本島以西与那国島以東と、硫黄鳥島[8]）は廃藩置県の対象外。
  - 明治維新の後、琉球王国は一時的に鹿児島県の管轄となる。[9]
  - 廃藩置県の布告である明治4年11月14日太政官布告（第595）には「外琉球国」との記載がある（下記）
- 1872年（明治5年）琉球藩設置。この際に琉球の管理が鹿児島県から外務省へと移行。また日本政府は琉球王国側に対し「御国体、御政体永久不相替」と約束した。[10]
  - 同年5月、大蔵大輔・井上馨が「琉球の版籍を接収し、国郡を設置するべき」と上申したが容れられなかった。[11]
  - 日本明治政府により琉球国王・尚泰は「琉球藩王」とされる。これにより形式的には旧薩摩藩、鹿児島県の支配下から外れた。藩王とされた尚泰はそれ以降も清への朝貢を続けたため清からは琉球国王に冊封され続ける二重体制となった。
- 1879年（明治12年）沖縄県設置。
  - 尚泰が東京への移住を決意｡沖縄県を設置し[12]内務軍を派遣する。これにより名実ともに廃位となり、琉球王国は滅亡した。（琉球処分）

明治4年11月14日太政官布告（第595） ウィキソース「小倉縣以下十一縣ヲ置キ管地ヲ定ム」
```
鹿児島県
 大隅国
  熊毛郡 馭謨郡
 薩摩国一円
  外琉球国
```

### 令制国の経緯
令制国制度の経緯としては、明治維新（江戸幕府の終焉、版籍奉還）によって、国司制度が名実ともに廃止されたため、行政区分としての令制国はそれ以降に都道府県制が完全に施行されるまでの間、過渡的な意義だけを持つこととなった。
ただし、明治維新後の1869年1月19日（明治元年12月7日）に、戊辰東北戦争の処分として、布告により陸奥国（むつ）は磐城国・岩代国・陸前国（りくぜん）・陸中国（りくちゅう）・陸奥国（りくおう）の5国に、出羽国は羽前国・羽後国の2国に分割された。また戊辰箱館戦争終結直後の1869年9月20日（明治2年8月15日）、和人地および蝦夷地（北州）に北海道11か国を新たに設け、これにより五畿七道から五畿八道とした。
これに対し、琉球王国の実効支配領域（沖縄本島以西と、硫黄鳥島）が、律令上や法令上、令制国に組み込まれた事は現在に至るまで一度もない。そのため「琉球国」は令制国の1つではなく、五畿八道にも含まれない。

## 薩南諸島との差異
南西諸島のうち薩南諸島（大隅諸島、トカラ列島、奄美群島）は異なる経緯を辿っている。
まず大隅諸島は日本の古代から多禰国、のち、大隅国に編入され、日本の領域である。
トカラ列島は1227年（安貞元年）に薩摩国川辺郡となる。実効支配的側面では、一時期、臥蛇島などが日琉両属体制となったり、七島衆など日和見的立場の勢力も現れる。近世には薩摩藩島津氏の直轄領となり島役と在番が置かれるが、これが琉球侵攻に伴うものかどうかは諸説ある。1897年に大隅国大島郡に再編された。令制国名が用いられなくなって久しい1973年（昭和48年）に大島郡から鹿児島郡へ転属となり、再び薩摩国へ戻った格好になっている。
奄美群島は琉球王国の征服を受け支配下に入ったが（那覇世）、琉球侵攻後は薩摩藩の直轄領とされ琉球王国の支配からは分離された（大和世）。ただし名目上は琉球王国の領域とされた。奄美群島は廃藩置県により実効支配上先行して鹿児島県に編入、追って1879年（明治12年）4月の太政官通達により大隅国に編入されて正式に日本の領域となった。

### 関連文献
- 笹森儀助『拾島状況録』、『藤井富伝翁伝』（諏訪乃瀬島）
- 渡辺芳郎「鹿児島県三島・十島における明治中期の物資流通について : 笹森儀助『拾島状況録』を中心として」『人文学科論集』第80号、鹿児島大学、2014年6月、27-39頁、ISSN 0388-6905、NAID 120005460346。
- 田畑久夫, 紀禎哉, 寺本陽子「近代以降の吐噶喇列島における村落構造の変貌：宝島を事例として (近代の歴史地理)」（PDF）『歴史地理学紀要』第25号、歴史地理学会、1983年3月、91-116頁、ISSN 04863461、NAID 40003824677。